# جگی هورن
جگی هورن (به لاتین: Jegihorn) یک کوه در سوئیس است که در کانتون وله واقع شده‌است. جگی هورن ۳٬۲۰۶ متر بالاتر از سطح دریا واقع شده‌است.